# Can Salaverd
Can Salaverd és un edifici del municipi de Pallejà (Baix Llobregat) que forma part de l'Inventari del Patrimoni Arquitectònic de Catalunya.
És de planta rectangular. L'entrada principal és d'arc de mig punt adovellat. El sostre és de doble vessant. Hi ha força finestres. Obra de pedra i teules. Data del segle xvii.